# Villeneuve-en-Perseigne
Villeneuve-en-Perseigne es una comuna nueva francesa situada en el departamento de Sarthe, de la región de Países del Loira.

## Historia
Fue creada el 1 de enero de 2015, en aplicación de una resolución del prefecto de Sarthe de 22 de septiembre de 2014 con la unión de las comunas de Chassé, La Fresnaye-sur-Chédouet, Lignières-la-Carelle, Montigny, Roullée y Saint-Rigomer-des-Bois, pasando a estar el ayuntamiento en la antigua comuna de La Fresnaye-sur-Chédouet.

## Demografía
| Gráfica de evolución demográfica de Villeneuve-en-Perseigne entre 1800 y 2012 |
|                                                                               |

Los datos entre 1800 y 2013 son el resultado de sumar los parciales de las seis comunas que forman la nueva comuna de Villeneuve-en-Perseigne, cuyos datos se han cogido de 1800 a 1999, para las comunas de Chassé, La Fresnaye-sur-Chédouet, Lignières-la-Carelle, Montigny, Roullée y Saint-Rigomer-des-Bois de la página francesa EHESS/Cassini. Los demás datos se han cogido de la página del INSEE.

## Composición
| Comuna delegada          | Código INSEE | Población (2012) | Superficie (km²) | Densidad (hab./km²) |
| ------------------------ | ------------ | ---------------- | ---------------- | ------------------- |
| Chassé                   | 72069        | 181              | 7.23             | 25                  |
| La Fresnaye-sur-Chédouet | 72137        | 939              | 31.41            | 30                  |
| Lignières-la-Carelle     | 72162        | 392              | 6.75             | 58                  |
| Montigny                 | 72207        | 36               | 3.85             | 9                   |
| Roullée                  | 72258        | 241              | 19.93            | 12                  |
| Saint-Rigomer-des-Bois   | 72318        | 446              | 17.53            | 25                  |